# Chapelle de Glandelles
La chapelle de Glandelles est un édifice religieux catholique en ruines situé à Bagneaux-sur-Loing, en France. Il est inscrit aux monuments historiques depuis 1926.

## Situation et accès
L’édifice est situé entre les routes de Glandelles et de Poudingues, dans le hameau de Glandelles, au sud de la commune de Bagneaux-sur-Loing. Plus largement, il se trouve dans le département de Seine-et-Marne, en région Île-de-France.

## Statut patrimonial et juridique
Les restes de la chapelle font l’objet d'une inscription au titre des monuments historiques par arrêté du 18 mars 1926, en tant que propriété de la commune.